# After the Storm (filme)
After the Storm é um filme de drama norte-americano dirigido por George B. Seitz e lançado em 1928.

## Elenco
- Hobart Bosworth como Manin Dane
- Eugenia Gilbert como Joan Wells / Mary Brian
- Charles Delaney como Joe Dane
- Maude George como Molly O'Doon
- George Kuwa como A. Hop
- Linda Loredo como Malay Dançarina